# Xinlian
Xinlian (kinesiska: 新联, 新联镇) är en köping i Kina. Den ligger i provinsen Jiangsu, i den östra delen av landet, omkring 190 kilometer öster om provinshuvudstaden Nanjing.
Genomsnittlig årsnederbörd är 1 284 millimeter. Den regnigaste månaden är juli, med i genomsnitt 239 mm nederbörd, och den torraste är januari, med 34 mm nederbörd.